# Саския като Флора
Саския като Флораили само Флора е картина на Рембранд нарисувана през 1634 г. На картината е изобразена жената на художника Саския ван Ойленбург в образа на Флора, древноримската богиня на цветята, пролетта и градините. Картината се намира в Ермитажа в Петербург.

## История
Картината е нарисувана през 1634 г., годината, в която Рембранд и Саския се женят. Тя е централния мотив в картината. Облечена е в разкошен тоалет и носи на главата си украса от цветя, а в ръката си украсена с цветя пръчка. През 1770 г. картината е закупена от посланика на Русия за Екатерина II заедно с други картини.